# Egem (Flandre-Orientale)
Egem est un hameau de la section Bambrugge dans la commune belge d'Erpe-Mere dans le Denderstreek sur le Molenbeek située dans la province de Flandre-Orientale en Région flamande.

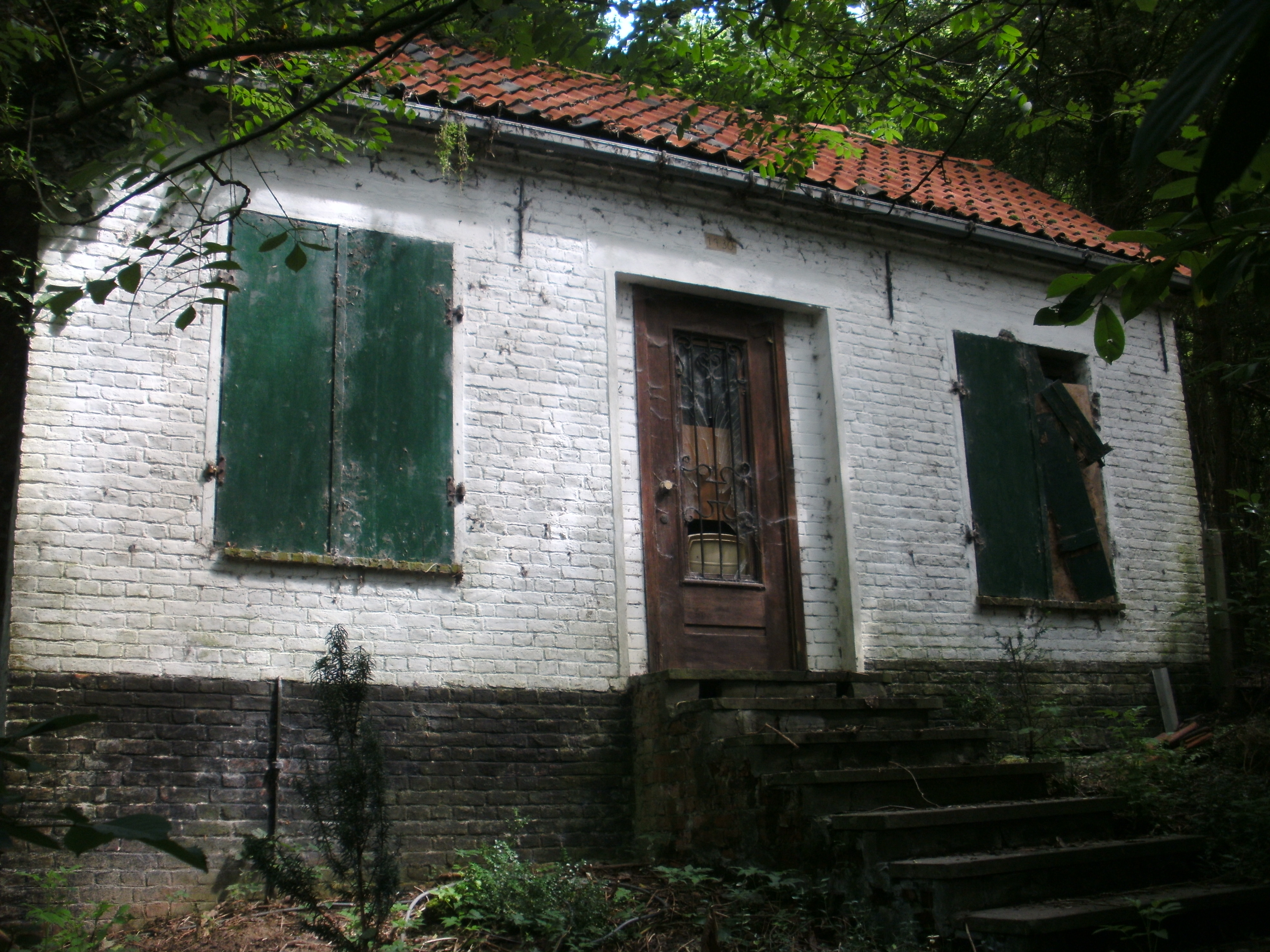
Le carter de la Egemmolen à Bambrugge
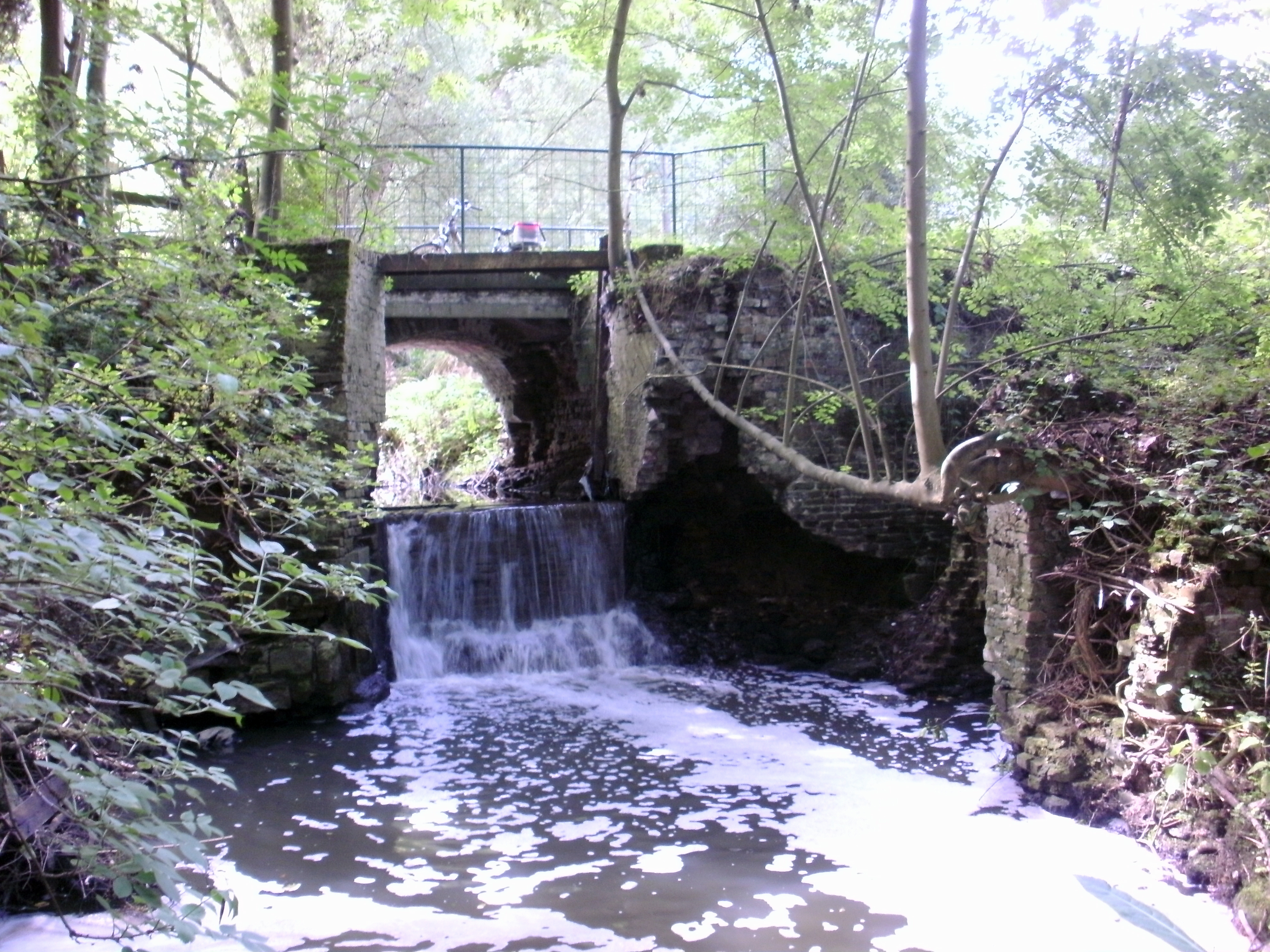
Les vestiges de la Egemmolen à Bambrugge
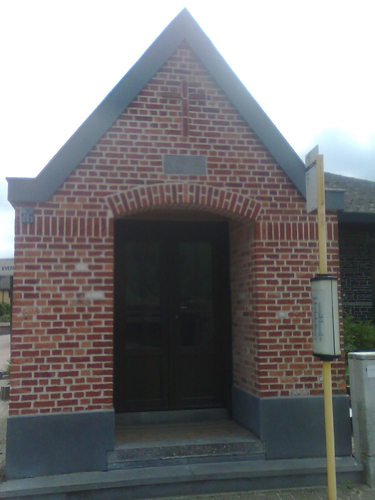
La chapelle à Egemstraat
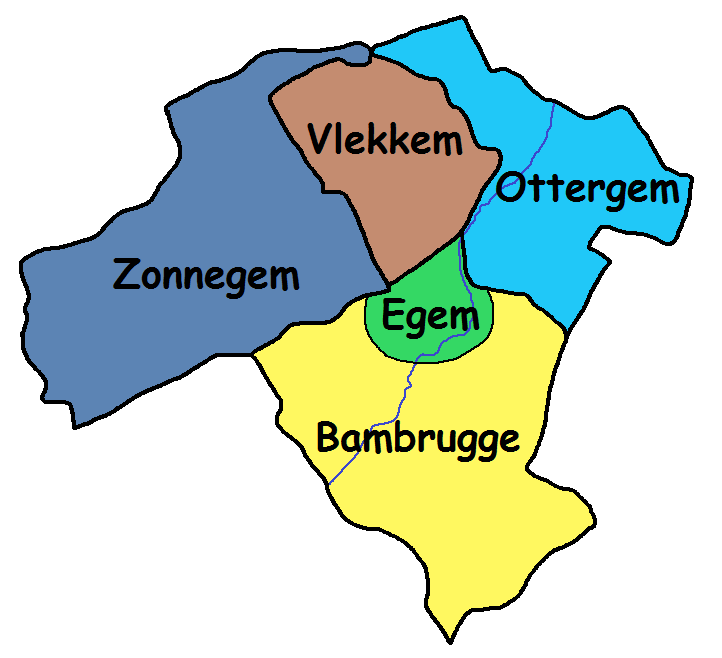
Localisation d'Egem dans Bambrugge et les sections limitrophes
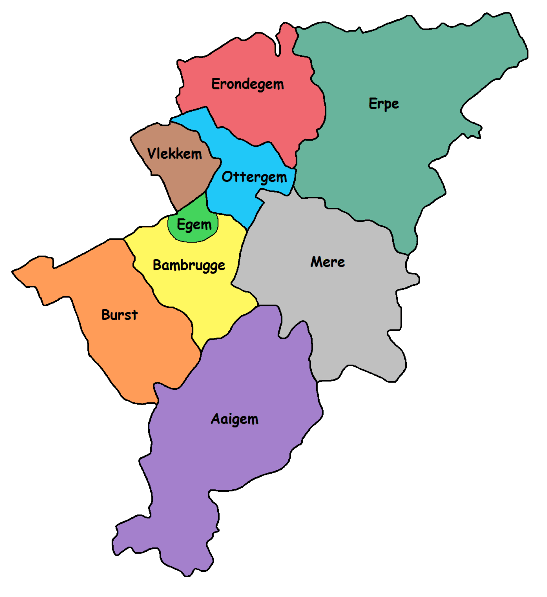
Localisation d'Egem dans Erpe-Mere